# Pellaea rotundifolia
Pellaea rotundifoliaes una especie de helecho de la familia botánica Pteridaceae. Es originaria de Nueva Zelanda, y a menudo cultivada en los jardines como planta ornamental.

## Descripción
Pellaea rotundifolia tiene las hojas redondas, de color verde oscuro, coriáceas, con las frondas de hasta aproximadamente 25 cm de longitud.

## Taxonomía
Pellaea rotundifolia fue descrita por  (G.Forst.) William Jackson Hooker y publicado en  Species Filicum 2: 136. 1858.
Sinonimia
- Platyloma rotundifolia (G.Forst.) J.Sm.
- Pteris rotundifolia G.Forst.[3]